# Revue philosophique de Louvain
La Revue philosophique de Louvain est une revue belge généraliste de philosophie publiée par l'Institut supérieur de philosophie de l'Université catholique de Louvain. Fondée en 1894 sous le titre de Revue néo-scolastique, elle prend son titre actuel en 1946. Paraissant à un rythme trimestriel, elle est imprimée sur support papier à Louvain par les éditions Peeters, et est diffusée sur Internet sur le portail de l'éditeur. Les archives de la revue sont disponibles en libre accès sur le portail Persée.

## Histoire
En 1894, le cardinal Désiré-Joseph Mercier fonde la Revue néo-scolastique. En 1910, le titre est modifié en Revue néo-scolastique de philosophie. En 1946, la revue prend son titre actuel de Revue philosophique de Louvain.

## Ligne éditoriale
La Revue philosophique de Louvain publie à la fois des articles de recherche et de discussion, des comptes rendus de lectures d'ouvrages, et des informations dans le domaine de la philosophie. C'est une revue généraliste qui prend en compte tous les aspects de la réflexion philosophique, sans distinction d'aire géographique, de période historique ou de courant de pensée.
La Revue est diffusée sur Internet par le biais du portail Persée, sur lequel les anciens numéros sont librement consultables (barrière mobile de 10 ans). Pour les numéros les plus récents, les sommaires et les résumés des articles sont consultables sur le site de l'éditeur Peeters.